# Cosplay

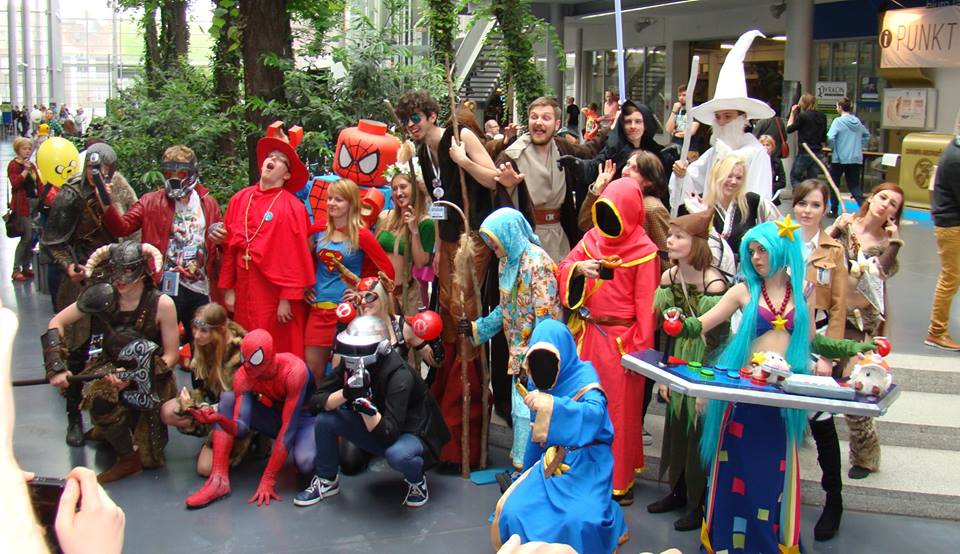
Grup de Cosplayeri

Cosplay (în japoneză: コスプレ, kosupure) este prescurtarea cuvintelor englezești costume play („joc costumat”), care reprezintă o formă de artă performance escapistă apărută în Japonia, în care participanții se costumează în personaje din manga, anime, jocuri video, cărți cu benzi desenate etc.
Cu toate că există magazine care vând costume pentru cosplay, deseori costumele sunt confecționate de către participanții înșiși, care în afară de costum folosesc peruci, lentile de contact colorate, tatuaje temporare etc. pentru a imita cât mai fidel personajul respectiv. În Japonia există școli cosplay (cursuri de o jumătate de an sau de un an), unde elevii învață cele necesare pentru cosplay: designul costumelor, machiaj, coafuri, pozare etc.
Începând cu anul 2003, are loc anual World Cosplay Summit, care organizează din 2005 un campionat mondial, eveniment care are loc anual în Nagoya, Japonia.
Popularitatea fenomenului cosplay a dus la crearea unor restaurante/cafenele cosplay, în care chelnerițele sunt costumate, deseori în cameriste.

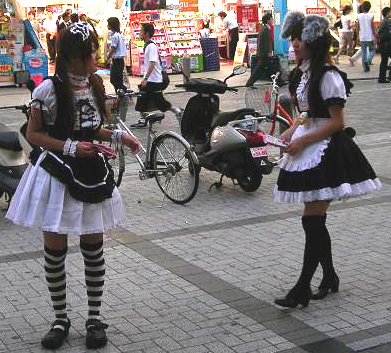
Chelnerițele unei cafenele cosplay